# Titularbistum Lemellefa
Lemellefa ist ein Titularbistum der römisch-katholischen Kirche.
Es geht zurück auf einen Bischofssitz in der gleichnamigen antiken Stadt, die in der Spätantike in der römischen Provinz Mauretania Sitifensis (heute nördliches Algerien) lag. Spätestens im Zuge der islamischen Expansion ging der Bischofssitz unter.
| Titularbischöfe von Lemellefa |                                   |                                                         |                   |                 |
| Nr.                           | Name                              | Amt                                                     | von               | bis             |
| 1                             | Juvenal Roriz CSsR                | Prälat von Rubiataba (Brasilien)                        | 15. August 1967   | 5. Mai 1978     |
| 2                             | Serafim de Sousa Ferreira e Silva | Weihbischof in Braga Weihbischof in Lissabon (Portugal) | 30. April 1979    | 7. Mai 1987     |
| 3                             | Manuel Pelino Domingues           | Weihbischof in Porto (Portugal)                         | 19. Dezember 1987 | 27. Januar 1998 |
| 4                             | Ernesto Vecchi                    | Weihbischof in Bologna (Italien)                        | 18. Juli 1998     | 28. Mai 2022    |
| 5                             | Josef Stübi                       | Weihbischof in Basel (Schweiz)                          | 20. Dezember 2022 |                 |